# 尤恩斯維爾 (新澤西州)
尤恩斯維爾（英語：Ewansville）是位於美國新澤西州伯靈頓縣的非建制地區。

## 地理
尤恩斯維爾所處的海拔為高於海平面12米（即39英呎），而該地所採用的時區為UTC-5，即北美东部时区（EST）。同時該地設有夏令時間，為UTC-5調快一小時，即UTC-4（EDT）。